# لوسیل هادزیالیلوویک
وسیل ها

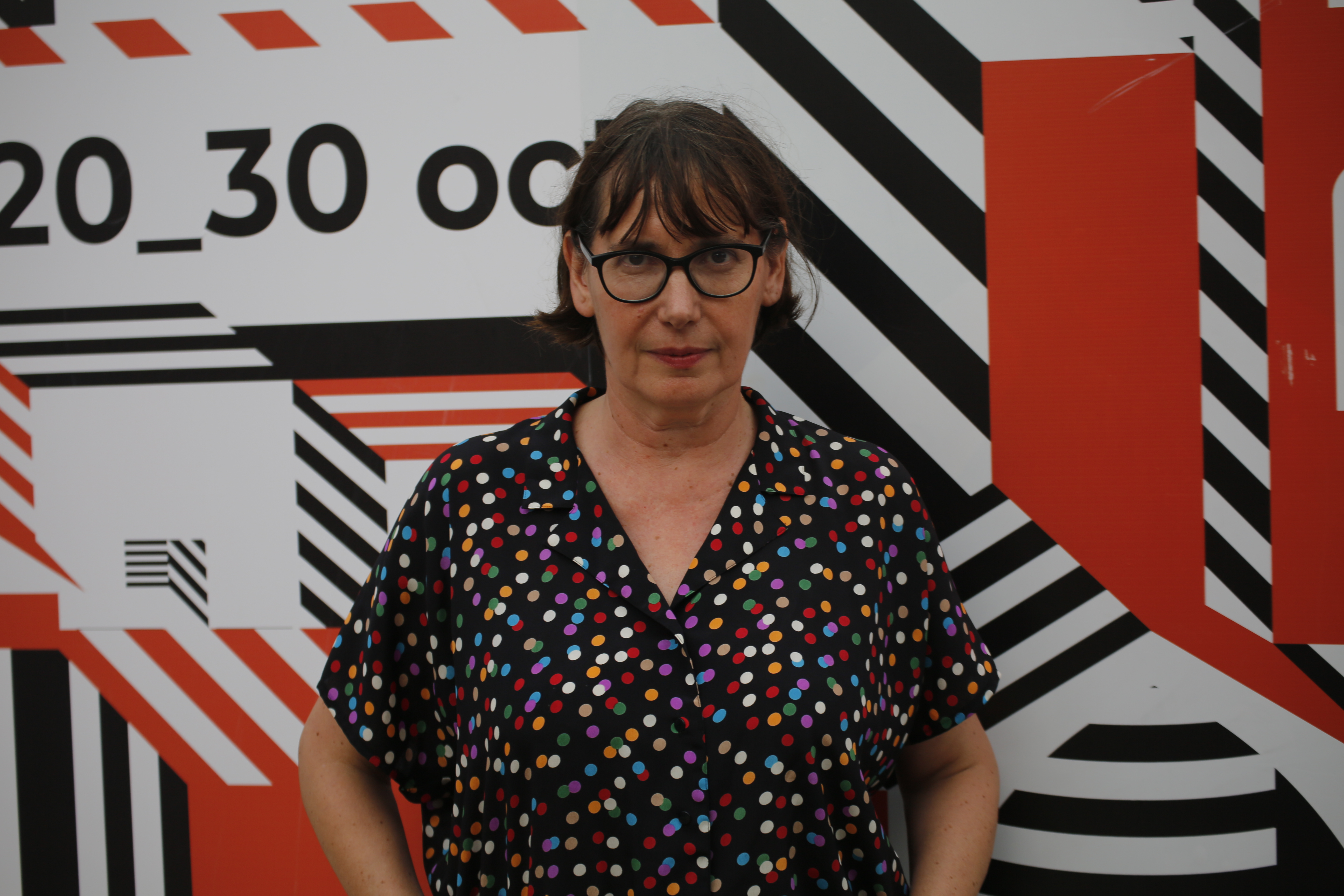
لوسیل هادزیالیلوویک در سال 2022

لوسیل هادزیالیلوویک (فرانسوی: Lucile Hadžihalilović‎؛ زادهٔ ۷ مهٔ ۱۹۶۱) یک کارگردان فیلم، تدوین‌گر، فیلم‌نامه‌نویس، بازیگر سینما، و تهیه‌کننده فیلم اهل فرانسه است.
از فیلم‌ها یا برنامه‌های تلویزیونی که وی در آن نقش داشته‌است می‌توان به ادویه اشاره کرد.